# Nan Martin
Nan Martin (Decatur (Illinois), 15 juli 1927 - Malibu (Californië), 4 maart 2010) was een Amerikaans televisie- en filmactrice.
Martin werd geboren in Illinois, maar groeide op in Santa Monica in  Californië. Haar eerste filmrol was in The Man in the Gray Flannel Suit (1956). Andere films met haar waren onder meer The Mugger (1958), Doctor Detroit (1983), All of Me (1984) en A Nightmare on Elm Street 3: Dream Warriors (1987), waarin zij de rol speelde van Amanda Krueger, de moeder van de moordenaar Freddy Krueger. Haar laatste filmoptreden was in 2005 met Thicker than Water.
Op televisie deed Martin mee in Mr. Sunshine. Zij trad ook op in de minireeks The Thorn Birds uit 1983 en in de soapserie Santa Barbara. Zij was vaste gast in  The Drew Carey Show als Mrs. Lauder. Zij deed ook mee in twee afleveringen van The Golden Girls. Martin was gehuwd met de componist Robert Emmett Dolan en met acteur Zen Gesner.

## Filmografie (selectie)
- The Man in the Gray Flannel Suit (1956)
- Toys in the Attic (1963)
- Goodbye, Columbus (1969)
- The Other Side of the Mountain (1975)
- The Other Side of the Mountain Part 2 (1978)
- Doctor Detroit (1983)
- All of Me (1984)
- A Nightmare on Elm Street 3: Dream Warriors (1987)
- Animal Behavior (1989)
- Pirates of Darkwater
- Last Gasp (1995)
- Cast Away (2000)
- Big Eden (2000)
- Shallow Hal (2001)
- Thicker than Water (2005)